# Witold Lipski (informatyk)
Witold Lipski (ur. 13 lipca 1949, zm. 30 maja 1985 w Nantes) – polski informatyk, doktor habilitowany, autor dwóch książek: Kombinatoryka dla programistów oraz Analiza kombinatoryczna (współautor z Wiktorem Markiem). Wraz ze swym doktorantem Tomaszem Imielińskim stworzył podwaliny teorii niezupełnej informacji w relacyjnych bazach danych.

## Życiorys
Nosił to samo imię, co jego ojciec, ekonomista i polityk Witold Lipski. Jako laureat olimpiady matematycznej dostał się w 1967 r. na Politechnikę Warszawską i został absolwentem Studium Podstawowych Problemów Techniki Politechniki Warszawskiej. W 1975 r. tytuł doktora uzyskał w Centrum Obliczeniowym PAN, pod kierunkiem prof. Wiktora Marka, pracą doktorską pt. Kombinatoryczne aspekty teorii wyszukiwania informacji. W 1978 r. uzyskał stypendium Fulbrighta i wyjechał do USA, gdzie pracował z Franco P. Preparatą i Christosem Papadimitriou, zajmując się zagadnieniami geometrii obliczeniowej i jej zastosowaniom do projektowania układów scalonych wielkiej skali integracji oraz teorią algorytmów. Na przełomie lat 1979 i 1980 prowadził wykłady na University of Illinois at Urbana-Champaign oraz krótko przed śmiercią na Uniwersytecie Paryskim. Habilitację uzyskał w 1980 roku w Instytucie Podstaw Informatyki PAN.
Wraz ze swym doktorantem Tomaszem Imielińskim stworzył podwaliny teorii niezupełnej informacji w relacyjnych bazach danych. Od 1978 do 1985 r. Lipski badał szereg zagadnień związanych z niezupełną informacją w relacyjnych bazach danych. Także we współpracy z Imielińskim, studiował zagadnienia związane z semantyką relacyjnych baz danych. Badania te oparte były na teorii algebr cylindrycznych, studiowanych w dziedzinie matematyki nazywanej algebrą uniwersalną.
Wniósł też znaczący wkład do problematyki analizy algorytmów, odkrywając szereg nietrywialnych i efektywnych algorytmów stosowalnych w problematyce układów scalonych, podziale czasu w bazach danych i geometrii obliczeniowej w zastosowaniach do systemów rozpoznania kształtów
Autor i współautor ponad 60 prac, obejmujących kombinatorykę, teorię wyszukiwania informacji i geometrię obliczeniową.
Witold Lipski szczególnie lubił biegi długodystansowe i uczestniczył w zagranicznych maratonach. Był zapalonym radioamatorem (SP5 BIL). Był też utalentowanym muzykiem oraz grafikiem.
W 1980 r. zdiagnozowano u niego czerniaka. Był pacjentem prof. Tadeusza Koszarowskiego, ale po nawrocie choroby w 1982 r. przeniósł się do Paryża, gdzie wykładał w Université de Paris-Sud, zmarł w Nantes z objawami przerzutów do układu nerwowego. Był jednym z pierwszych pacjentów, u których zastosowano eksperymentalną wówczas przeciwnowotworową terapię przeciwciałami monoklonalnymi. Został pochowany na Cmentarzu Wojskowym w Warszawie (kwatera C 39, rząd 5, grób 7).

## Publikacje
- Kombinatoryczne aspekty teorii wyszukiwania informacji. Warszawa: Państwowe Wydawnictwo Naukowe, 1975. Brak numerów stron w książce
- Kombinatoryka dla programistów. Warszawa: Wydawnictwa Naukowo-Techniczne, 1982, 1989. ISBN 83-204-1023-1. Brak numerów stron w książce (tłumaczona na rosyjski)
- razem z Wiktorem Markiem: Analiza kombinatoryczna. Warszawa: Państwowe Wydawnictwo Naukowe, 1986. Brak numerów stron w książce

## Upamiętnienie
W 2005 roku, w 20. rocznicę śmierci jej patrona, została ustanowiona Nagroda im. Witolda Lipskiego. Inicjatorami nagrody było trzech polskich informatyków pracujących poza granicami Polski: Krzysztof Apt, Wiktor Marek i Mirosław Truszczyński. Jest najbardziej prestiżową nagrodą dla młodych informatyków w Polsce, obecnie przyznawaną za szczególne osiągnięcia w dwóch kategoriach: teoretyczne aspekty informatyki oraz zastosowania informatyki. O nagrodę mogą ubiegać się osoby, które nie ukończyły 35. roku życia.
W latach 2005–2021 administratorem i organizatorem konkursu była Fundacja Rozwoju Informatyki, przy współpracy z Polskim Stowarzyszeniem dla Maszyn Liczących i Polskim Towarzystwem Informatycznym. Od 2022 roku organizację konkursu przejęła Fundacja Kościuszkowska, a od 2024 roku nagroda jest realizowana przez ośrodek badawczo-rozwojowy IDEAS NCBR.